# Балаян, Валерий Вазгенович
Балая́н Вале́рий Вазге́нович (род. 30 августа 1960) — российский и  украинский кинорежиссёр и сценарист, член Союза кинематографистов РФ и  НСКУ Украины, член Союза журналистов РФ и  НСЖУ Украины.

## Биография
Профессиональную карьеру в кинематографе начинал разнорабочим на киностудии «Ленфильм» (1980—1982) — в съёмочных группах Динары Асановой, Ильи Авербаха, Михаила Ершова, Владимира Фетина, Сергея Овчарова и других. В 1982 году принят ассистентом оператора на Ленинградскую студию документальных фильмов.
Работал в съёмочных группах Алексея Учителя, Николая Обуховича, Сергея Скворцова, Павла Когана. В 1984 году поступил на сценарное отделение Высших курсов сценаристов и режиссёров (мастерская Леонида Гуревича). В 1989 году закончил обучение по специальности «Режиссёр неигрового кино». В последующие годы по сценариям Валерия Балаяна поставлены более 40 документальных фильмов и более 60 он снял самостоятельно как режиссёр.

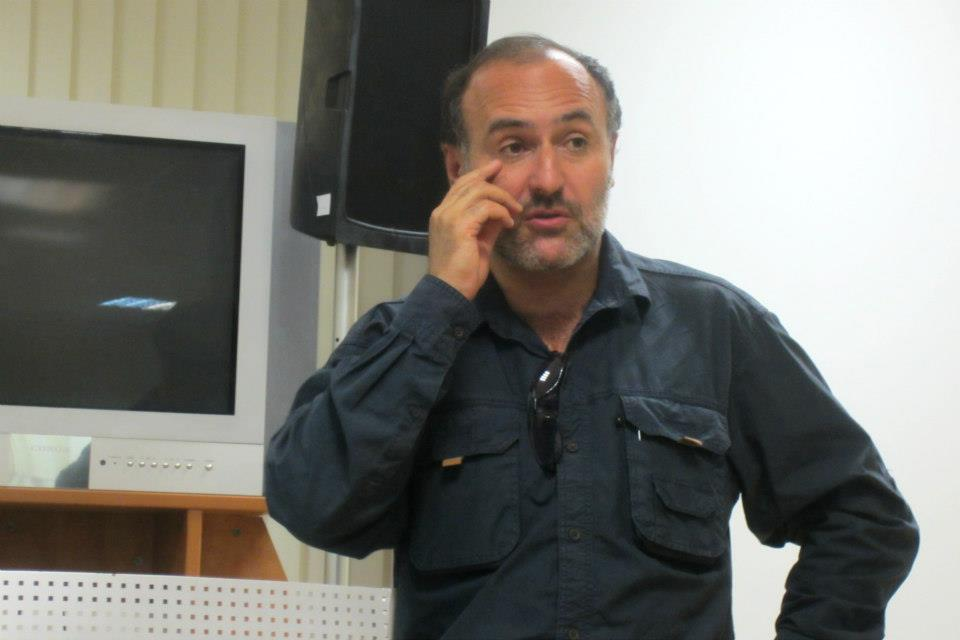

Кроме того, в 1998—2000 годах работал в штате телекомпании РЕН-ТВ, где производил ток-шоу для детей и цикловые передачи в жанре репортажа, а также на протяжении ряда лет в телекомпаниях «Альма-Матер» (главный режиссёр), «Культура», РТР (Телеканал «Россия»), ТВ Центр и АСС-ТВ («Цивилизация») — (режиссёр-постановщик).
С 2003 по 2010 год — преподаватель кинодраматургии Всероссийского Государственного института кинематографии (ВГИК).
С 2012 по 2014 год — руководитель мастерской режиссуры и продюсирования документального фильма Высшей школы журналистики Национального исследовательского университета «Высшая школа экономики» (НИУ ВШЭ).  С 2014 года преподаёт и читает лекции по своим специальностям,  а также по гражданскому образованию взрослых .
Профессор Brivar University  с 2022 года

## Образование
- Санкт-Петербургский государственный университет экономики и финансов (1982)
- Высшие курсы сценаристов и режиссёров — драматург неигрового кино (1986)
- Высшие курсы сценаристов и режиссёров — режиссёр неигрового кино (1989)

## Избранная фильмография

### Автор сценария
- «Земля и вода» — 20 мин., реж. Николай Макаров, к/ст ВГИКа, 1986
- «В поисках портрета» — 20 мин., реж. Николай Обухович, ЛСДФ, 1987[3]
- «Жизнь по лимиту» (совместно с В. Суворовым), реж. Николай Обухович, ЛСДФ, 1987[4]
- «Коррида для диктаторов» — 50 мин., (совм. с Борисом Добродеевым), реж. Юрий Занин, ЛСДФ, 1988
- «Образец почерка» — 20 мин., ч/б, реж. Саулюс Бержинис, Свердловская киностудия, 1987
- «Раскинулось море широко» (совместно с В. Суворовым) 30 мин., реж. Николай Макаров, «Леннаучфильм», 1988
- «Четвертый сон Анны Андреевны» — 30 мин., реж. Николай Обухович, ЛСДФ, 1988[5]
- «О воздушном летании в России» (совместно с В. Суворовым), реж. Алексей Балабанов, «Киевнаучфильм», 1989
- «В поисках Мнемозины» — 20 мин., реж. Альберт Мартынов, «Леннаучфильм», 1989
- «Знак тире» (совместно с В.Бондарь) — 50 мин., реж. Сергей Буковский, Укркинохроника, 1991
- «Китайская Атлантида» — 50 мин., реж. Борис Урицкий, Свердловская киностудия, 1990

### Режиссёр
- «Англетер» — 30 мин, цвет, кино, ЛСДФ, 1989[6]
- «Сладкий сон» — студия ШАР, киноплёнка 1 часть, Москва 1991
- «Неизвестный Кремль» — 52 мин., видео, ст. ФФ для канала ОРТ 1994
- «Кремль. Образы» — 52 мин., видео, ст. ФФ для канала ОРТ 1995
- «Между небом и землей» — 30 мин., видео
- «Владимир Набоков. Тайная страсть» — 26 мин, студия ФФ для канала Культура, 1996
- «Приватизация: как это было на самом деле» — 52 мин. ст. ФФ для канала ОРТ, 1996
- «Общественное мнение» — 20 мин. Индепендент Имидж (Великобритания), 1996
- «Вот такой театр» — 2 части по 13 мин., BBC, Лондон, 1997
- «К другому берегу» − 2 части по 13 мин., BBC, Лондон, 1997
- «Анна и Амедео» — 26 мин., видео, ст. ФФ для канала Культура, 1997
- «Тайные общества в Советской России» — 40 мин, видео, ВРТ, 1997
- «Родина электричества» — 39 мин., Рен-ТВ, 2000
- «Россия. Начало» — 26 мин., студия «Вертов», 2001
- «Неизвестные внуки Калашникова» — 52 мин., Мастер фильм для РТР, 2001
- «Под Андреевским флагом» — 44 мин., Мастер-фильм для РТР, 2002
- «Исаак Шварц» — 39 мин., Телеканал «Культура», 2002
- «Желтые звезды на вечном небосводе» — 1 часть, киноплёнка, РЦСДФ, 2002
- «Соло для ракеты» 44 мин., Мастер-фильм для РТР, 2002
- «Георгий Гачев» — 39 мин., Телеканал «Культура», 2003
- «Донатас Банионис» — 39 мин., Телеканал «Культура», 2003
- «Григорий Померанц» — 26 мин., «Студия СВС», 2003
- «Наталья Бехтерева» — 26 мин., «Студия СВС», 2003
- «Отар Иоселиани» — 39 мин., «Культура», 2004
- «Игорь Померанцев» — 39 мин., «Культура», 2004
- «Сос Саркисян» — 26 мин., «Культура», 2004
- «Вадим Скуратовский» — 26 мин., «Культура», 2004
- «Восточная песня, или телевидение в Зоне» — 26 мин., РЦСДФ, 2004
- «Тот самый Ваня Солнцев» — 39 мин., Мастер-фильм, 2004
- «Письмо расстрелянному отцу» — 52 мин., Мастер-Тейп, 2004
- «Александр Пятигорский. Чистый воздух твоей свободы» — 26 мин., «Культура», 2004
- «Первая Леди в стране Чингис-Хана» — 52 мин., «Хорошо-Продакшн» для ОРТ, 2005
- «Мистерии второго фронта» — 52 мин., Студия «Марафон Арт», 2005
- «Мераб Мамардашвили» — 39 мин., «Культура», 2005
- «Александр Аскольдов. Судьба Комиссара» — 52 мин., Кинокомпания «Комиссар» (Мосфильм), 2005, фильм запрещен  Аскольдовым
- «Вторая Волна» — 26 мин., Мастер-фильм, 2006
- «Виктор Некрасов» — 39 мин., «Культура», 2006
- «Глобальный передел» — 70 мин., Студия «Остров», 2006
- «Романс Надира» — 18 мин., собственное производство, 2006, Официальный конкурс фестиваля в Мадриде (Испания) и ряда других фестивалей в Украине, Франции, Италии
- «Урга 1912. Воспоминание о непрошедшем» — 39 мин., Мастер-фильм, 2007
- «Лев Копелев» — 39 мин., «Культура», 2007, фильм запрещен цензурой  ТК Культура
- «Камни, закрывающие вход» — 39 мин., Студия СВС, 2007, Официальный конкурс правозащитных кинофестивалей в Варшаве (WatchDoс), Москве («Сталкер»), Киеве, Екатеринбурге и Риге, (2007)
- «Вторая Колыбель» — 44 мин., «Православная энциклопедия» по заказу ВГТРК, 2007
- «Молитва надежды» — 44 мин., «Православная энциклопедия» по заказу ВГТРК, 2008
- «Две судьбы» — 44 мин., «Православная энциклопедия» по заказу ВГТРК, 2008
- «Православная Африка» — 44 мин., «Православная энциклопедия» по заказу ВГТРК, 2008
- «Древние Восточные церкви» — 52 мин., «Православная энциклопедия», 2009
- «Духовные основы цивилизации» — 3 серия, 52 мин., «Православная энциклопедия», 2009
- «Любите меня, пожалуйста» (об Анастасии Бабуровой) — 75 минут, собственное производство, 2010
- Иосиф Григулевич, разведчик и шпион"  - 52 мин. производство по заказу СВР, фильм запрещен СВР , 2010
- «Ностальгия по оконному стеклу» — 24 мин., собственное производство, 2011
- «Прах и пепел» — 39 мин., «Культура», 2011
- «История без срока давности» — 60 мин., Телеканал RTVC (Canada), 2011
- «Думать не надо. Плакать нельзя» — 39 мин., «Культура», 2011
- «Армянское наследие Европы» — 90 мин., «Фонд Ренессанс» 2011[7]
- «Гибель империи» — 70 мин., киностудия «Мирабель» при к/ст «Мосфильм» 2012 — запрещён Фондом Егора Гайдара
- «Эхо великих голосов» — 39 мин., Студия «СВС» для Телеканала «Культура», 2012
- «Владимир Войнович. Остаться собой» — 39 мин., киностудия «Мирабель» при к/ст «Мосфильм», 2012 — запрещён к показу Телеканалом «Культура»
- «Казаки. Под звуки тирольского марша» — 39 мин., телеканал «Культура», 2012[8]
- «Радуга над Каракумами» — 52 мин., Студия «Магика-фильм» Киев, 2014
- «Последняя поэма» — 90 мин., собственное производство, Москва — Киев, 2015
- «Хуизмистерпутин» — 100 мин., собственное производство, Москва — Киев, 2016
- «Enjoy» — 15 минут, производство Inspiration films, Украина, Киев, 2016
- «Владимир Балух. Судный день» — 13 мин., телерепортаж Радио «Крым-реалии» Киев, 2018
- «Гурген, парикмахер из Еревана» — 25 мин.,  телерепортаж Open media , 2019
- «Семейное дело» — 52 мин., Добранічфільм, Киев, 2019
- "Крымские татары и украинцы. Вехи общего пути"  Сериал из 5 документальных телефильмов.  Киев, 2021

## Награды и премии
- 1986 год — Главный приз фестиваля «Молодость» Киев за фильм «Земля и вода»
- 1987 год — Приз ФИПРЕССИ Краков за фильм «Раскинулось море широко»
- 1990 год — Приз Открытого фестиваля неигрового кино в Екатеринбурге за фильм «Китайская Атлантида»
- 1991 год — Спецприз «Памяти ушедших мастеров» «Россия»(Екатеринбург) за фильм «Знак тире»
- 2006 год — Гран-при открытого фестиваля «РОССИЯ» в Екатеринбурге за фильм «Александр Аскольдов. Судьба Комиссара»
- 2006 год — Спецприз жюри фестиваля ЛИТЕРАТУРА И КИНО «За фильм, вобравший в себя трагическую судьбу режиссёра и фильма» за фильм «Александр Аскольдов. Судьба Комиссара»
- 2006 год — Приз Гильдии киноведов и кинокритиков РФ За верность идее «комиссаров в пыльных шлемах» за фильм «Александр Аскольдов. Судьба Комиссара»
- 2006 год — Приз газеты «Культура» «за фильм, на примере одной драматической жизни сумевший так много сказать о судьбе целого поколения», за фильм «Александр Аскольдов. Судьба Комиссара»[9]
- 2011 год — специальный приз жюри в Праге на фестивале One World за фильм «Любите меня, пожалуйста»[10]
- 2011 год — специальный приз имени Павла Когана на международном фестивале «Послание к человеку» в Санкт-Петербурге — фильму «Ностальгия по оконному стеклу»
- 2011 год — второе место в конкурсе Национальной телевизионной премии «Страна» за фильм «Романс Надира»[11]
- 2015 год — Премия Национального Союза кинематографистов Украины за лучший неигровой фильм 2015 года[12]
- 2016 год — приз и диплом фестиваля «Евразийский мост» за фильм «Последняя Поэма»